# Al Ali
Al Ali (en árabe: آل علي) es una tribu de la península arábiga, especialmente en los Emiratos Árabes Unidos. El linaje de esta tribu se remonta a la antigua tribu Tay, como muchas otras tribus que descienden de ella.
La tribu originalmente se estableció en la isla de Siniyah frente a Umm al-Qaywayn, mudándose posteriormente al continente y construyó allí un fuerte y un muro defensivo a fines del siglo XVIII, fundando el emirato (más tarde el Estado de la Tregua y luego uno de los Emiratos Árabes Unidos) de Umm Al-Quwain. El emirato consistía, principalmente, de la ciudad costera de Umm Al-Quwain y la ciudad oasis del interior de Falaj Al-Mualla, a unos 30 km de la costa.
El historiador J. G. Lorimer registró que la tribu comprendía alrededor de 1.000 familias asentadas en Umm Al-Quwain, 200 en Sharyah y 150 en Ras Al Jaimah, así como unas 140 familias nómadas. También se fortificó el asentamiento interior de Falaj Al-Ali, incluyendo tres torres de vigilancia (murabbaa) que dominaban el amplio y fértil uadi. Este asentamiento más tarde se conoció, en honor a la familia gobernante, como Falaj Al-Mualla.